# Atli Dam
Atli Pæturssonur Dam (12 septembre 1932 - 7 février 2005) a été Premier ministre des îles Féroé à trois reprises et a formé 6 gouvernements.